# Parque regional de la Sierra de Gredos
El parque regional de la Sierra de Gredos es un espacio natural español protegido que se localiza en el extremo sur de la provincia de Ávila, en la comunidad autónoma de Castilla y León. Abarca una superficie de 86 236 ha. Dentro de la zona de influencia socioeconómica del parque vive una población estimada de 21 182 habitantes.

## Vegetación
Como toda la Sierra se puede considerar un inmenso batolito granítico, son las variaciones climatológicas, y sobre todo, las geomorfológicas las que condicionan de forma importante el tipo de suelos. El estrato arbóreo se extiende hasta los 1500-1600 m, representado por el encinar hasta los 800 o 950 m y por el rebollar o el pinar a altitudes superiores. La vegetación suprasilvática está formada por piornales climácicos hasta el nivel de los pastizales alpinos y roquedos. Si se parte del nivel altitudinal más bajo de cada vertiente y se asciende siguiendo la ladera se encuentra una sucesión de formaciones (cliserie) muy clara y marcada.

### Riberas

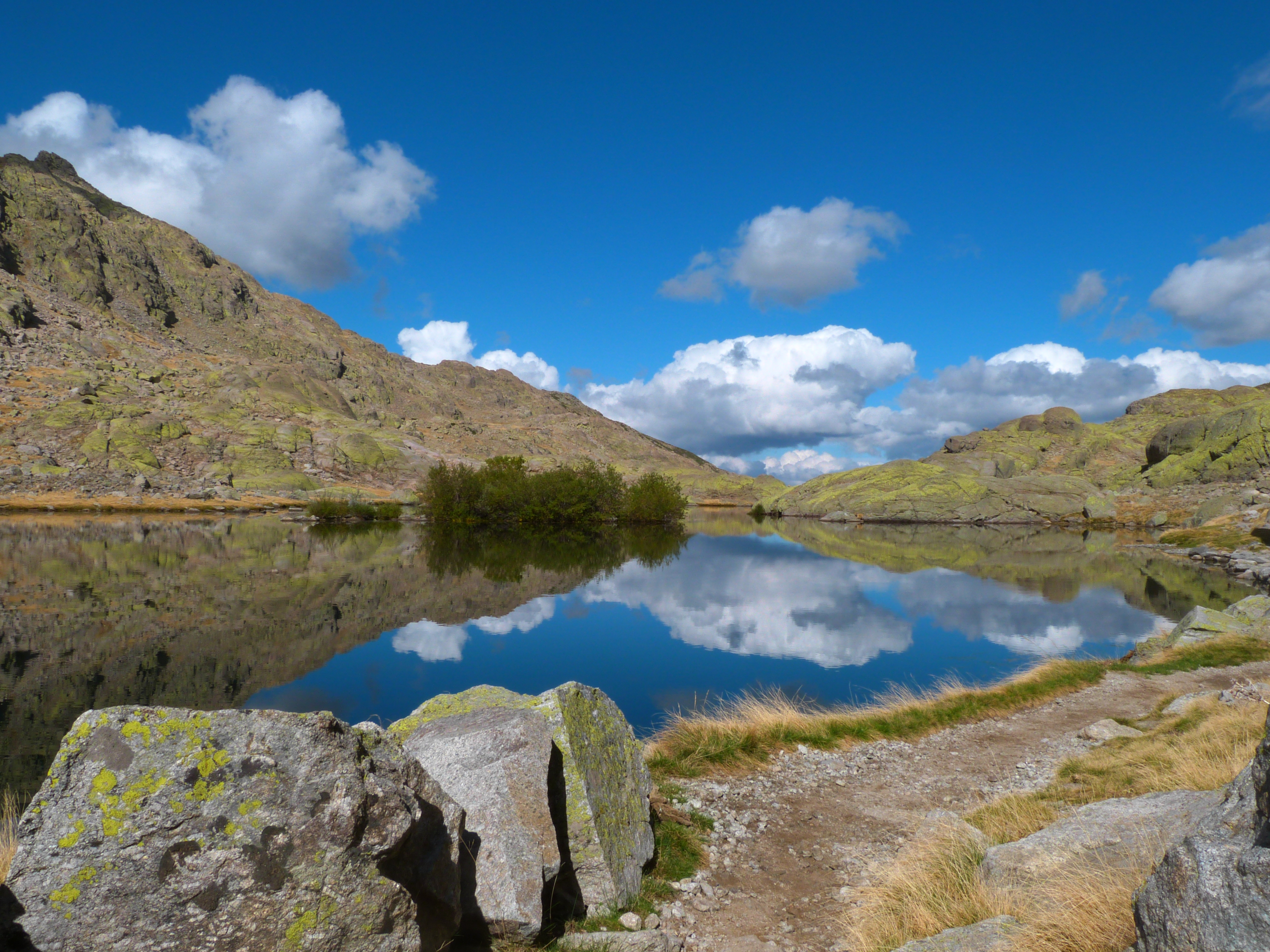
Vista de la Laguna Grande de Gredos

La especie más común es el sauce (Salix sp.) que se presenta fundamentalmente en forma arbustiva, también es frecuente encontrar alisos (Alnus glutinosa), chopos (Populus sp.), álamo negro (Populus nigra). En la parte alta de las gargantas en la proximidad de las corrientes de agua, aparecen algunos ejemplares aislados de abedul  (Betula sp.).
Merecen especial atención los pequeños grupos de loros  (Prunus lusitanica) que se encuentran en la parte baja de las gargantas de la cara meridional del Macizo Central. Es posible encontrarlo en el término municipal de Solana de Ávila en una de sus aldeas, cuyo nombre es curiosamente, Los Loros.
La importancia de estas formaciones radica más en la diversidad de las comunidades que soportan que en la presencia de especies amenazadas o singulares, como el desmán (Galemys pyrenaicus) o la nutria (Lutra lutra).

### Encinares

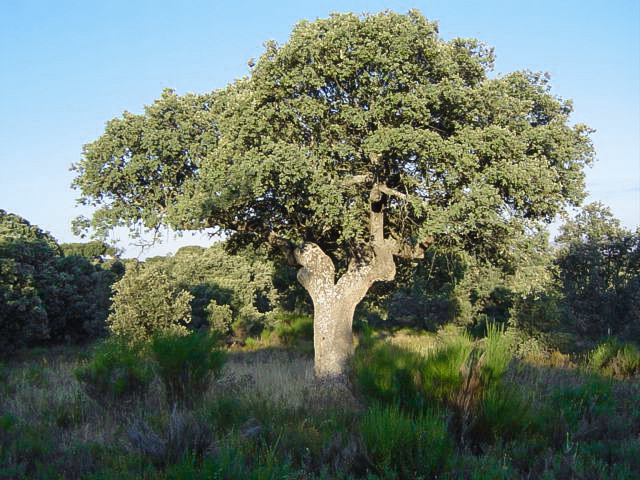
Encina con sotobosque de Cytisus scoparius.

En la cara septentrional solo se presentan algunas manchas aisladas de bosque mediterráneo donde alternan la encina (Quercus rotundifolia) con el enebro (Juniperus oxycedrus) y un sotobosque de jaras (Cistus ladanifer) y tomillos (Thymus zygis,  Thymus mastichina) y cantuesos o espliegos (Lavandula stoechas subsp. pedunculata) en localidades especialmente térmicas, como entre la Angostura de Tormes y Aliseda de Tormes, Hermosillo o en Los Llanos de Tormes.
Además de las especies mencionadas, el encinar de la cara sur se enriquece con alcornoques (Quercus suber), quejigos (Quercus faginea) y el sotobosque con madroño (Arbutus unedo), piruétano (Pyrus bourgaeana), y otras especies de jaras (Cistus populifolius, Cistus salviifolius).
Este hábitat permite la presencia de especies ausentes en la cara norte, entre las que se pueden mencionar la cigüeña negra (Ciconia nigra), el lince (Lynx pardina), así como la rana meridional (Hyla meridionalis) y el sapo partero ibérico (Alytes cisternasii).

### Rebollares
Es una formación presente en las dos caras de la Sierra. Se trata de masa cuyo estrato arbóreo está integrado casi exclusivamente por rebollos  (Quercus pyrenaica) con sotobosque de leguminosas (Cytisus sp., Genista sp., Adenocarpus hispanicus etc.) o brezos (Erica sp.) rodeadas generalmente de una orla de rebollo arbustivo. En su límite altitudinal de distribución aparece en forma arbustiva como única representación posible de estas masas. En el Macizo Occidental se entremezcla con castaños (Castanea sativa).

### Pinares

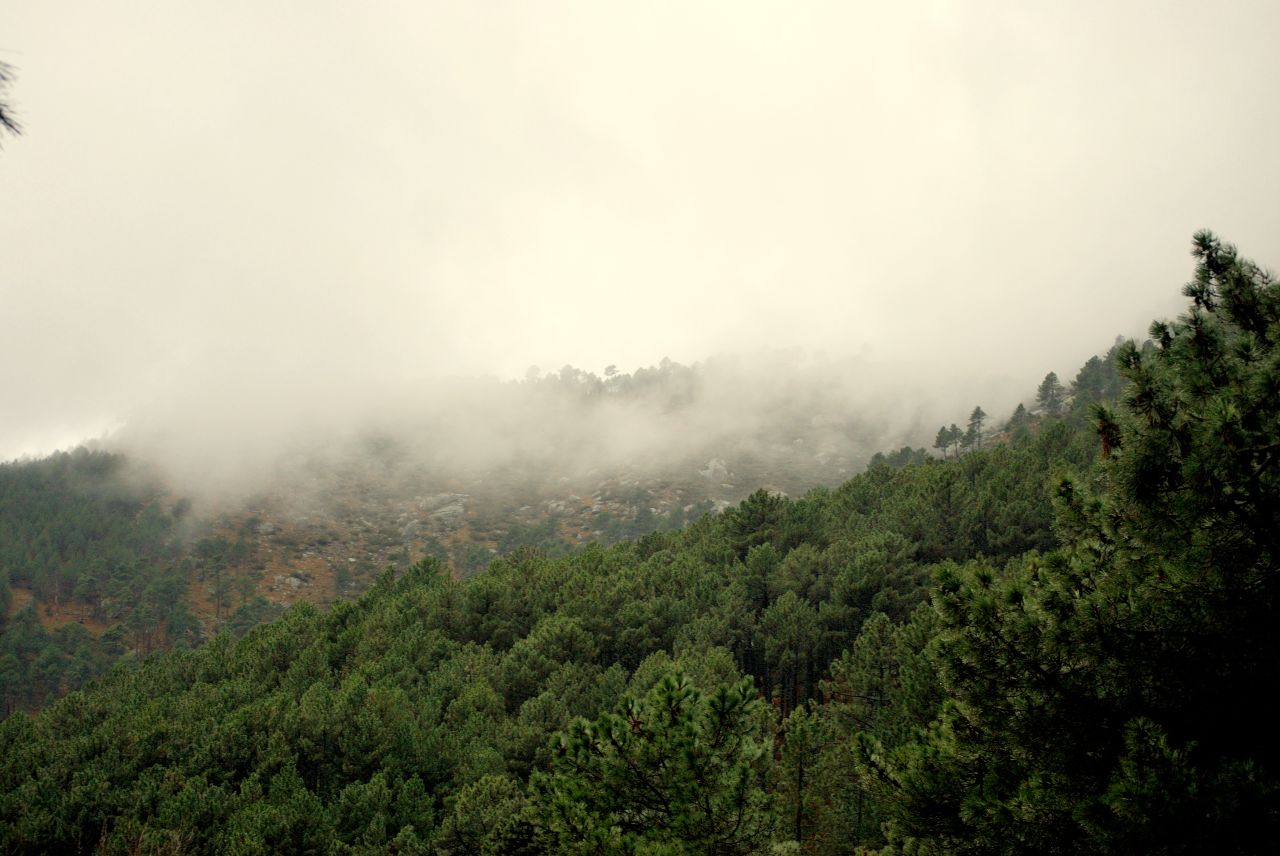
Densa población de Pinus pinaster en los alrededores de Guisando.

El paisaje pinariego es sin duda el más representativo de la vertiente sur, no así en la norte, en la que los pinares, de pino albar (Pinus sylvestris) prácticamente en la totalidad de los casos, forman masas de apreciable extensión únicamente en los términos de Navarredonda de Gredos y Hoyos del Espino.
Los pinares de la cara sur tapizan en cambio de modo casi continuo la ladera de un extremo a otro del Espacio. Se trata de masas de pino negral (Pinus pinaster) en este caso y van desde el piedemonte de la Sierra hasta donde las condiciones ambientales lo permiten; en cotas altas aparecen ocasionalmente añosos ejemplares de pino albar (Pinus pinea), pino negral (Pinus sylvestris) y pino cascalbo (Pinus nigra).
El sotobosque es diferente en ambas zonas, mientras la cara norte se forma casi en exclusividad de especies de leguminosas, en la sur se enriquece con brezos (Erica arborea, Erica australis) madroños, jaras, olivillas (Phillyrea angustifolia) etc.

### Matorrales

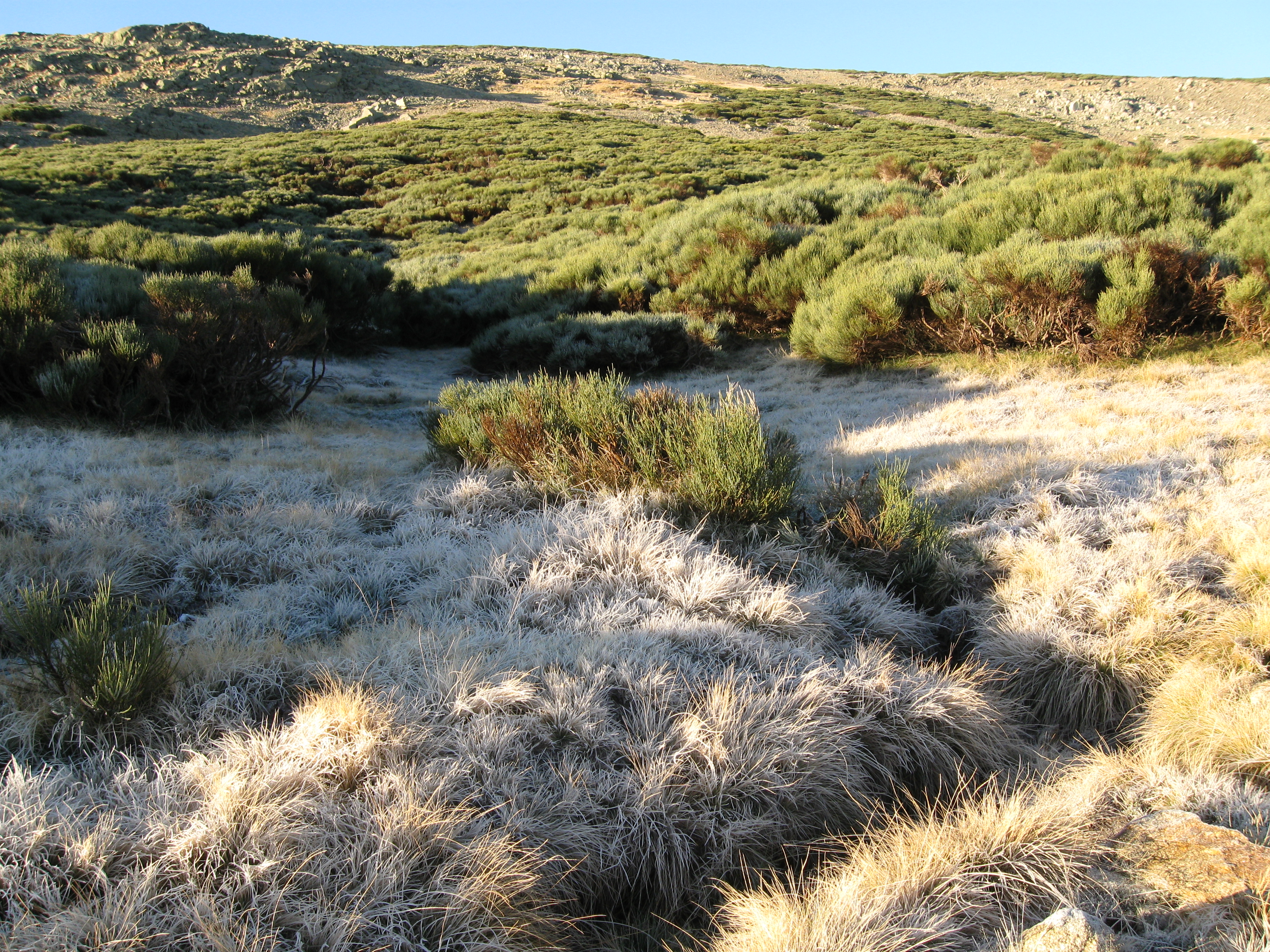
Vegetación de alta montaña en la sierra de Gredos

Las formaciones arbustivas que aparecen en este sector del Sistema Central se pueden integrar —en cuanto a la evolución de la vegetación— tanto en estados climácicos como en etapas regresivas a partir de ésta o en las que llevan a ella. Así los piornales de Cytisus oromediterraneus, tan característicos de las zonas altas de esta sierra, se consideran en equilibrio con sus particulares condiciones medioambientales y como la vegetación más evolucionada posible; en ellos se entremezclan con el piorno el cambrión (Echinospartum barnadesii) y el enebro rastrero  (Juniperus communis subsp. nana) en proporción y densidad variable. En la cara norte dominan estas formaciones, los jarales son prácticamente inexistentes y los brezales aparecen en puntos concretos cada vez más frecuentes cuanto más al occidente del espacio.
La cara sur es también más rica en este tipo de formaciones. Es posible encontrar empezando por los pisos basales jarales de Cistus ladanifer, unas veces como masas monoespecíficas, otras con Cistus salviifolius o Cistus laurifolius y otras en masas mixtas con madroño, leguminosas o brezos, incluso es posible encontrar representantes de las tres familias en una misma mancha; en una franja superior se presentan los escobonales; por encima de estos aparecen brezales más puros y, aún más arriba, los piornales, cambrionales y enebrales rastreros.

El matorral de leguminosas está formado por Cytisus oromediterraneus, Cytisus multiflorus, Cytisus scoparius, Genista cinerea subp. cinerascens, Genista florida, Genista scorpius, Adenocarpus sp. etc.

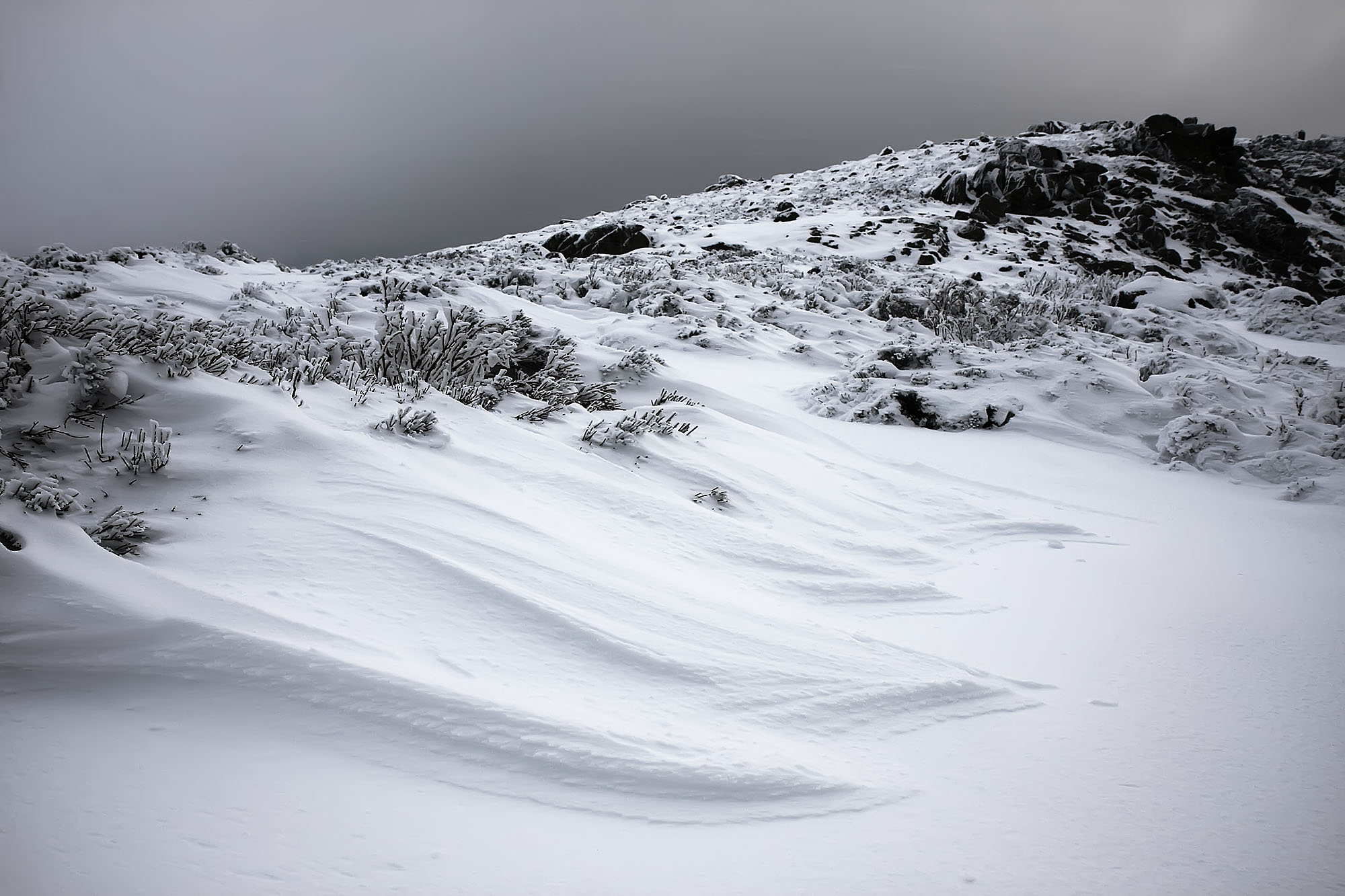
Puerto de la Cabrilla cerca de El Arenal

La fauna asociada a los matorrales es interesante cuando se habla de los de mayor altura. Es reseñable la cría del pechiazul (Luscinia svecica) en los piornales de esta sierra.

### Pastizales
La zonas de vegetación herbácea recorren el Espacio Natural desde la zonas por encima de la vegetación leñosa, donde se desarrollan los pastizales psicroxerófilos, perfectamente adaptados a las muy duras condiciones de estas alturas, con Agrostis truncatula, Festuca indigesta s.l., Plantago alpina o Silene ciliata, muy representativos del paisaje de la cara norte, o los cervunales de Nardus stricta, Campanula herminii, o Ranunculus abnormis. En los suelos hidromorfos aparecen pequeñas turberas, ocupando superficies no cartografiables, caracterizadas por la presencia de Carex sp. o Erica tetralix.
Estos pastos son aprovechados, además de por el ganado doméstico, por la población de cabra montés Capra pyrenaica victoriae —renombrado endemismo de Gredos— y otros animales como el acentor alpino (Prunella collaris), diversos emberízidos y aláudidos o la lagartija serrana (Lacerta monticola cyrene).

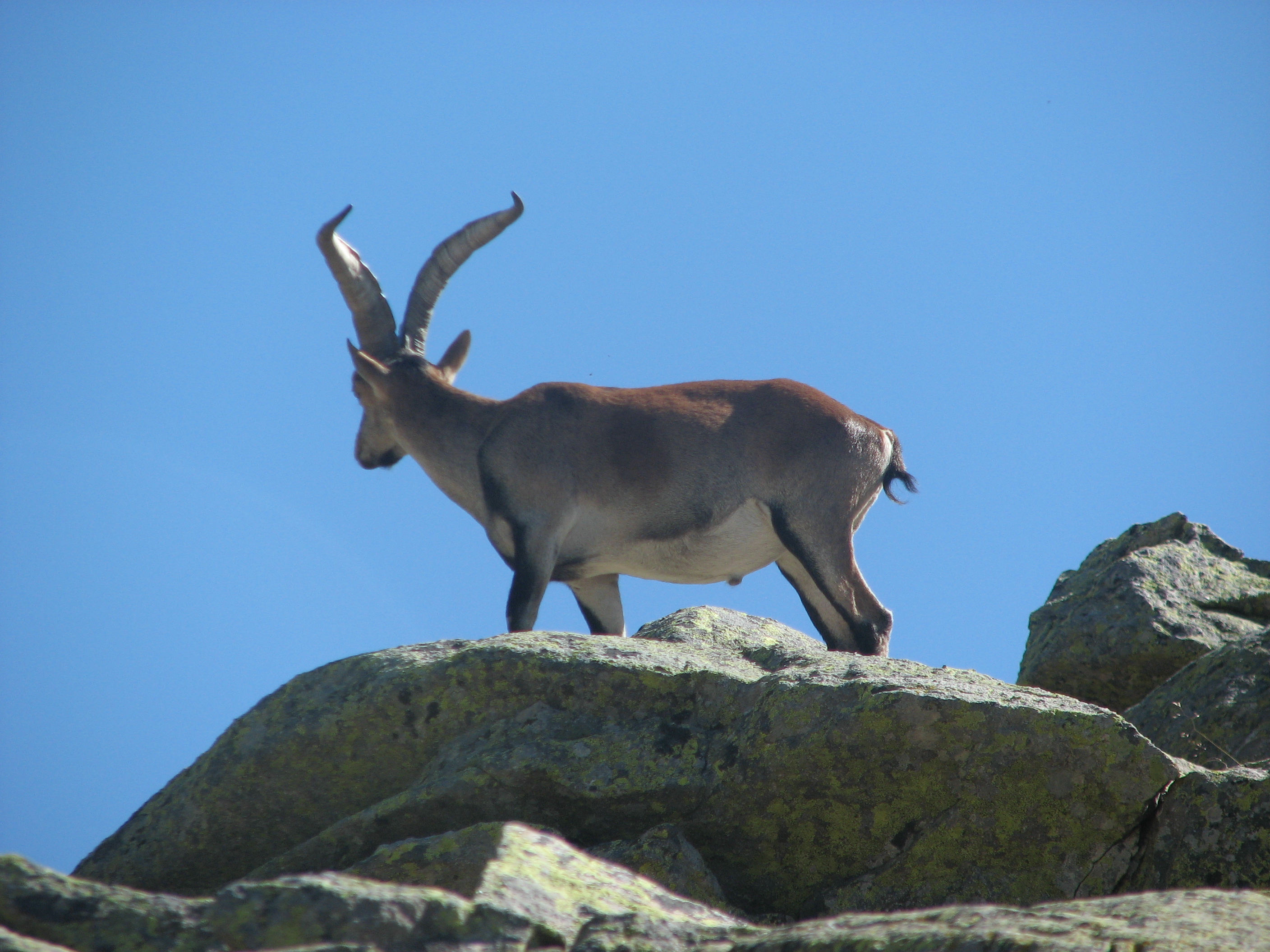
Cabra de Gredos

### Afloramientos rocosos
Adaptadas a vivir aprovechando los menores resquicios de las rocas donde se acumule un mínimo de nutrientes, y soportando las durísimas condiciones ambientales, se han diferenciado especies propias de estas áreas. Tal es el caso por ejemplo de Antirrhinum grossi, Conopodium butinoides, Reseda gredensis, Santolina oblongifolia o Biscutella gredensis.
El aislamiento de estas zonas de elevada altitud y su particular evolución climática han conducido al desarrollo de fenómenos de especialización en las poblaciones de determinadas especies. Este es el caso de la cabra montés de Gredos, el sapo de Gredos (Bufo bufo gredosicola), la salamandra del Almanzor (Salamandra salamandra almazoris) y el topillo nival (Microtus nivalis abulensis).

## Términos municipales

Ubicación (en rojo) del parque regional con respecto a otros espacios protegidos de Castilla y León

Su zona de protección abarca parte de los siguientes términos municipales:
El Arenal, Arenas de San Pedro, Bohoyo, Candeleda, La Carrera, Cuevas del Valle, Gilgarcía, Guisando, El Hornillo, Hoyos del Collado, Hoyos del Espino, Los Llanos de Tormes, Mombeltrán, Nava del Barco, Navalonguilla, Navalperal de Tormes, Navarredonda de Gredos, Navatejares, Puerto Castilla, Santiago de Tormes, San Juan de Gredos, San Martín del Pimpollar, Solana de Ávila, Tormellas, Umbrías, Villarejo del Valle, Zapardiel de la Ribera y San Esteban del Valle.

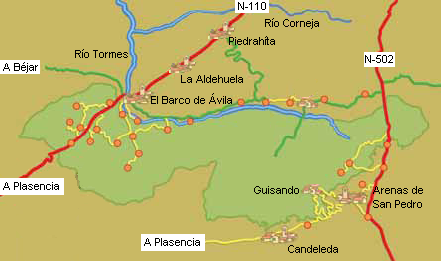
Mapa

Existen los siguientes núcleos de población o pedanías en el interior del espacio protegido:
El Arenal, Bohoyo, Los Guijuelos, Navamediana, Navamojada, La Carrera, Cereceda, Lancharejo, Navalmoro, Gilgarcía, Guisando, El Hornillo, Hoyos del Collado, Hoyos del Espino, Los Llanos de Tormes, Navalonguilla, Cabezas Bajas, Navatejares, Puerto Castilla, Santiago de Aravalle, La Aliseda de Tormes, Navacepeda de Tormes, San Martín del Pimpollar, Los Loros, Mazalinos, Los Narros, Santa Lucía de la Sierra, Serranía, Solana de Ávila, Tremedal, La Zarza, Navamures, Tormellas, Ávila, Casas de Maripedro, Casas del Abad, Hustias, Retuerta, Umbrías, Venta de Veguillas, Angostura de Tormes, Hermosillo, Nava del Barco y Casas del Puerto de Tornavacas.
Puede adentrarse por carretera a través de la carretera AV-931, desde el municipio de Hoyos del Espino.

## Plataforma de Gredos

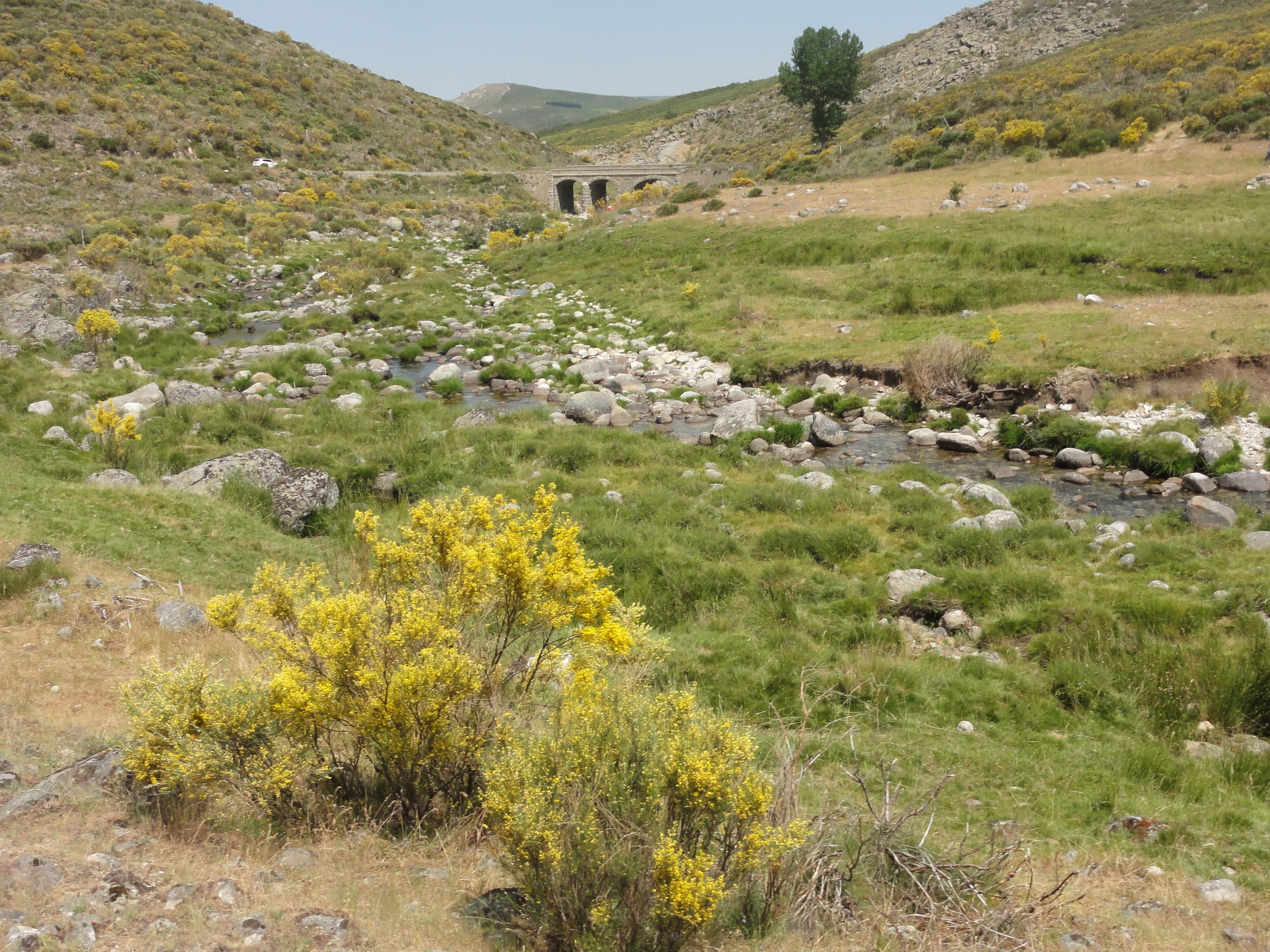
Puente romano en la Sierra de Gredos (Castilla y León, España).

La plataforma de Gredos es el principal punto de acceso al núcleo del parque regional y al Circo de Gredos. Se trata de un aparcamiento de vehículos situado a una altitud de 1750 m sobre el nivel del mar en el que finaliza la antigua carretera AV-931, conocida en la actualidad como carretera de la Plataforma de Gredos, que tiene una longitud de 12 km. Esta carretera se construyó en los años 1940, por petición del dictador Francisco Franco, con el objetivo de facilitar el acceso al coto de caza de Gredos. La plataforma está ubicada en el término municipal de San Juan de Gredos, aunque el acceso a la plataforma se realiza principalmente desde el inicio de la carretera mencionada, en la localidad de Hoyos del Espino. El acceso mediante esta carretera está regulado y cuesta 3 euros.